# Gabriel Olds
Gabriel Emerson Olds (New York, 24 maart 1972) is een Amerikaans acteur en freelance schrijver.

## Biografie
Olds is een zoon van de dichter Sharon Olds. Olds is in de jaren tachtig opgegroeid in de Spaanse gedeelte van Harlem New York en werd daar in zijn jeugd tientallen keer overvallen en hierom besloot hij om karate te leren om zich te kunnen verdedigen. Hij trainde voor tien jaar en won later meer dan vijftien internationale competities. Olds heeft gestudeerd aan de Yale-universiteit en haalde in 1995 zijn diploma.
Olds begon met acteren op vijftienjarige leeftijd in het theater, hij maakte zijn debuut met het toneelstuk Measure for Measure in een lokale theater. In zijn carrière heeft hij nog meerdere rollen gespeeld op het toneel, ook heeft hij twee rollen gespeeld op Broadway. In 1993 speelde hij in het toneelstuk Any Given Day als Timmy Cleary en in 1997 speelde hij in het toneelstuk A View From the Bridge als Rodolpho.
Olds begon in 1988 met acteren voor televisie in de film 14 Going on 30. Hierna heeft hij nog meerdere rollen gespeeld in films en televisieseries zoals Party of Five (1996), D.C. (2000), Rennie's Landing (2001), Heroes (2009) en Surrogates (2009).
Olds is als freelance schrijver actief voor onder andere Condé Nast Publications en Salon.Com, een nieuwssite op internet. Hij heeft onder andere geschreven over het vliegen na 9/11 en over plastische chirurgie in Los Angeles.

## Filmografie

### Films
Uitgezonderd korte films.
- 2021 The Eyes of Tammy Faye - als Pat Robertson
- 2019 The Hacks - als Jack
- 2017 Wild Honey - als broer van Martin
- 2017 Selling Isobel - als Peter
- 2013 Four of Hearts - als Matt
- 2010 Open House – als Carl
- 2009 Surrogates – als agent
- 2007 Alibi – als Bartos
- 2005 Life of the Party – als Stuart
- 2002 Sightings: Heartland Ghost – als Jeff
- 2002 Now & Forever – als T.J. Bolt
- 2001 Rennie's Landing – als Larry
- 2001 Like Mother Like Son: The Strange Story of Sante and Kenny Kimes – als Kenny Kimes / Manny Guerrin
- 2000 Mambo Café – als Billy
- 2000 Urbania – als Ron
- 2000 Poor Liza – als Erast
- 1998 Without Limits – als Don Kardong
- 1998 A Town Has Turned to Dust – als Hannify
- 1997 35 Miles from Normal – als Jim Lee
- 1996 Andersonville – als Bob Reese
- 1995 Animal Room – als Gary Trancer
- 1993 Calendar Girl – als Ned Bleuer
- 1988 14 Going on 30 – als Danny O'Neil

### Televisieseries
Uitgezonderd eenmalige gastrollen.
- 2018 NCIS: Los Angeles - als Spencer Allen - 2 afl.
- 2009 Heroes – als agent Taub – 2 afl.
- 2000 D.C. – als Mason Scott – 7 afl.
- 1995 Party of Five – als Ian Mathers – 2 afl.
- 1992 – 1995 CBS Schoolbreak Special – als Richard – 2 afl.

### Computerspellen
- 2020 The Last of Us Part II - als stem
- 2019 Rage 2 - als diverse stemmen
- 2017 Dishonored: Death of the Outsider - als middelklas burger
- 2016 Dishonored 2 - als middelklas burger
- 2016 Uncharted 4: A Thief's End - als stem
- 2006 Dead Rising – als Paul Carson / toegevoegde stemmen

- Library of Congress Control Number: no2012128279
- Virtual International Authority File: 267910515
- WorldCat: E39PBJtMtbX6rQxwv6Jx9PqCwC